# Klangwald (Lohn GR)

Logo des Klangwalds Lohn

Der Klangwald (Lohn GR) (offiziell tùn resùn Klangwald Lohn GR) in Lohn in der Gemeinde Muntogna da Schons im Kanton Graubünden ist ein in die Landschaft integriertes Kulturprojekt in Form eines Wanderwegs. Der Klangwald besteht seit 2005 und trug bis zur Sommersaison 2010 den Namen Klanggarten.
Die Zusatzbezeichnung tùn resùn ist rätoromanisch im Idiom Sutsilvan und bedeutet «Ton (Wider-)Hall».
Ein Themenweg führt durch den Lohner Wald, der südwestlich des Dorfes liegt, und lässt verschiedene künstlerisch arrangierte «Lauschplätze» (so eine Station) oder mit der Natur verknüpfte Musikinstrumente erwandern.
Der Klangwald ist von Mai bis November für die Öffentlichkeit frei zugänglich. Er ist Teil der Tourismus-Destination der Via Mala-Region.

## Galerie

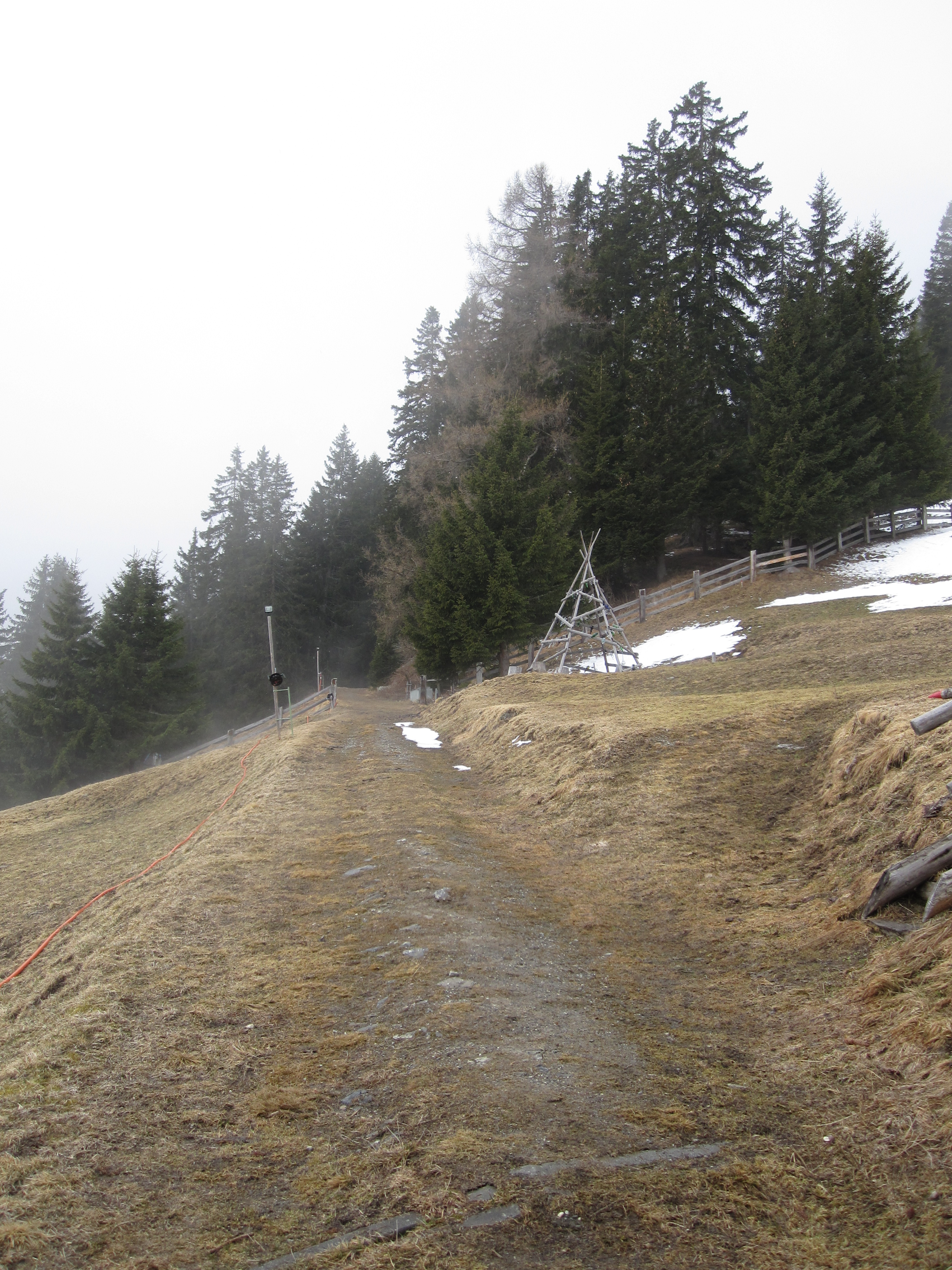
Eingang in den Klangwald
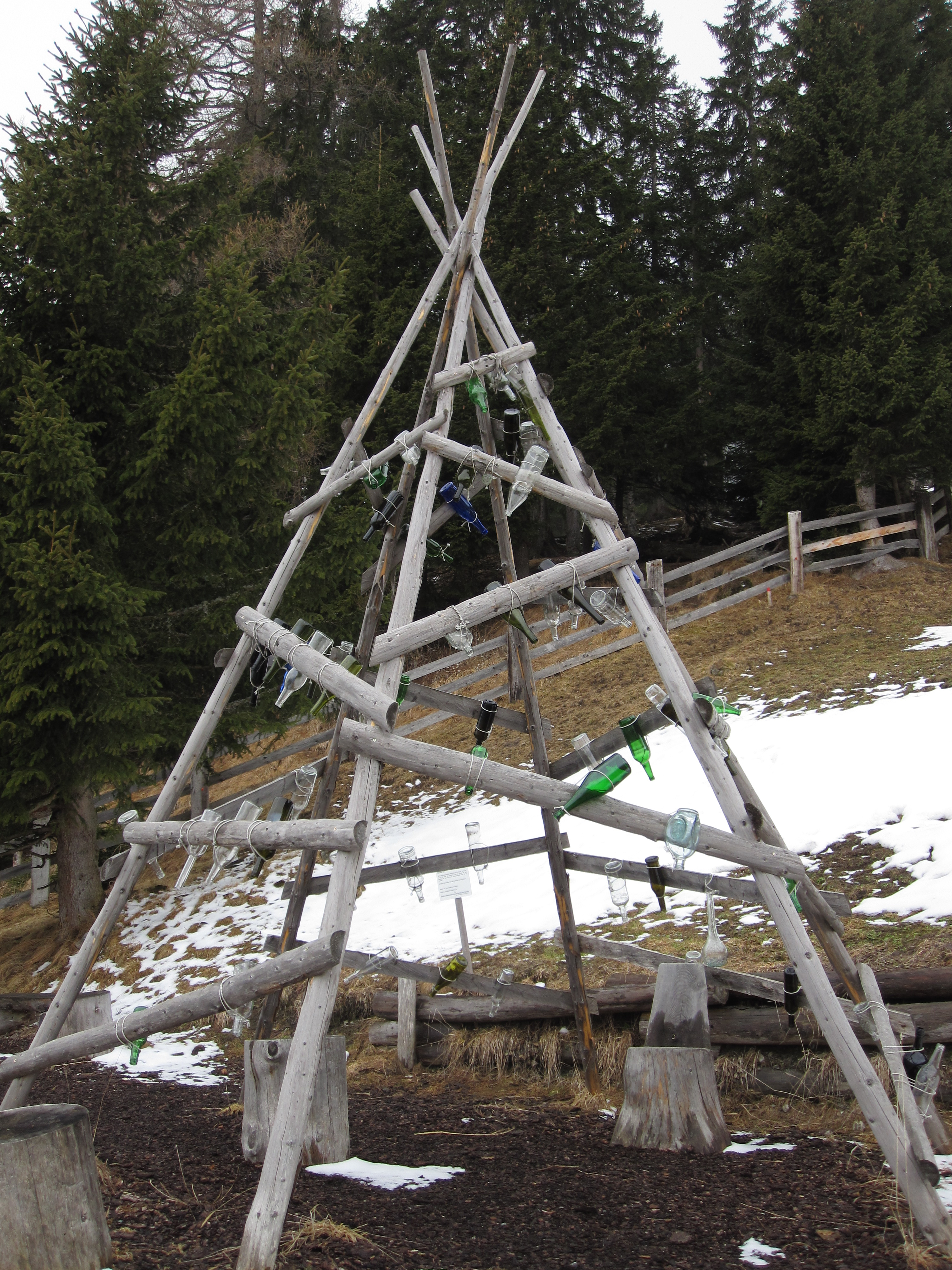
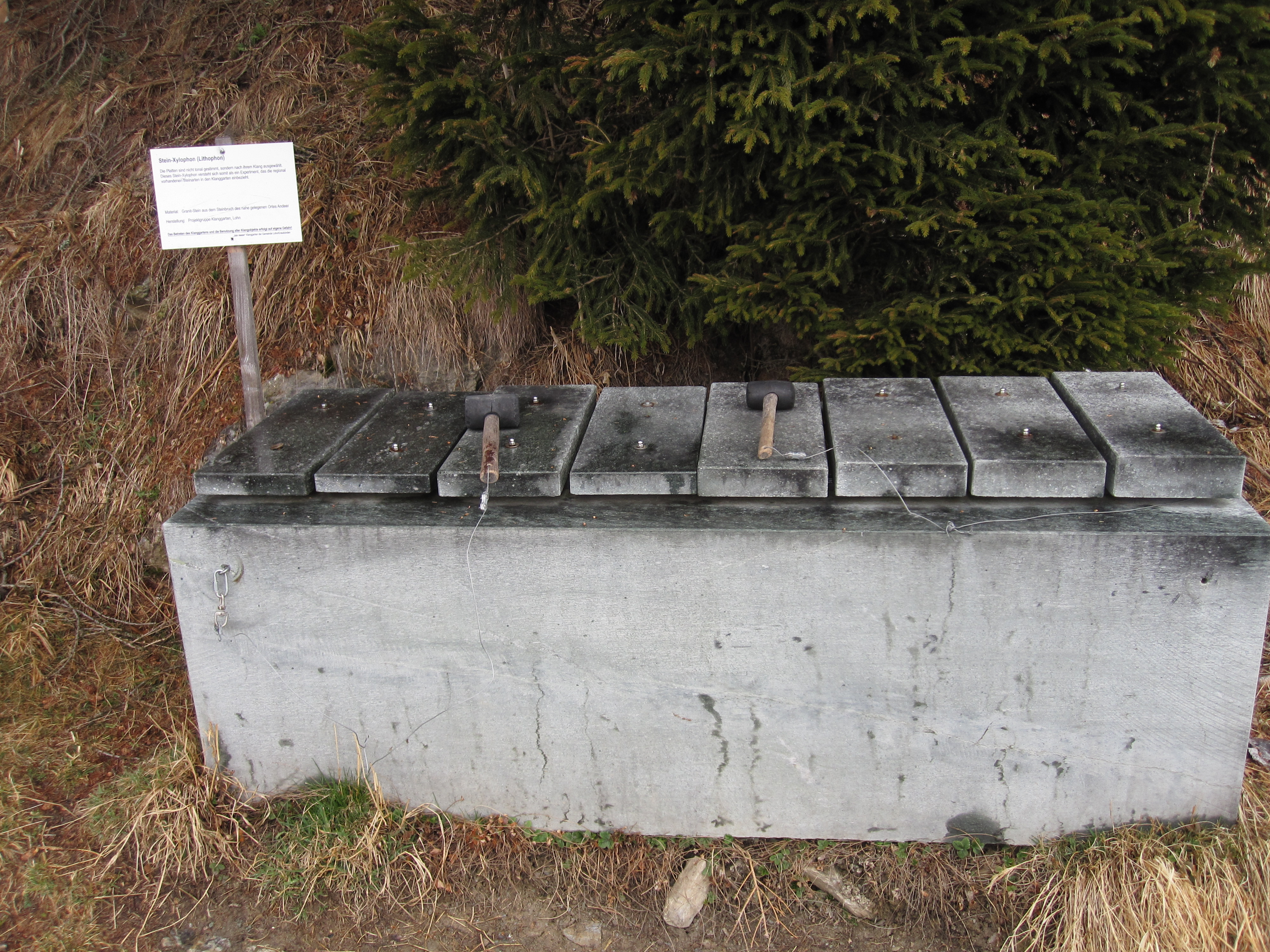
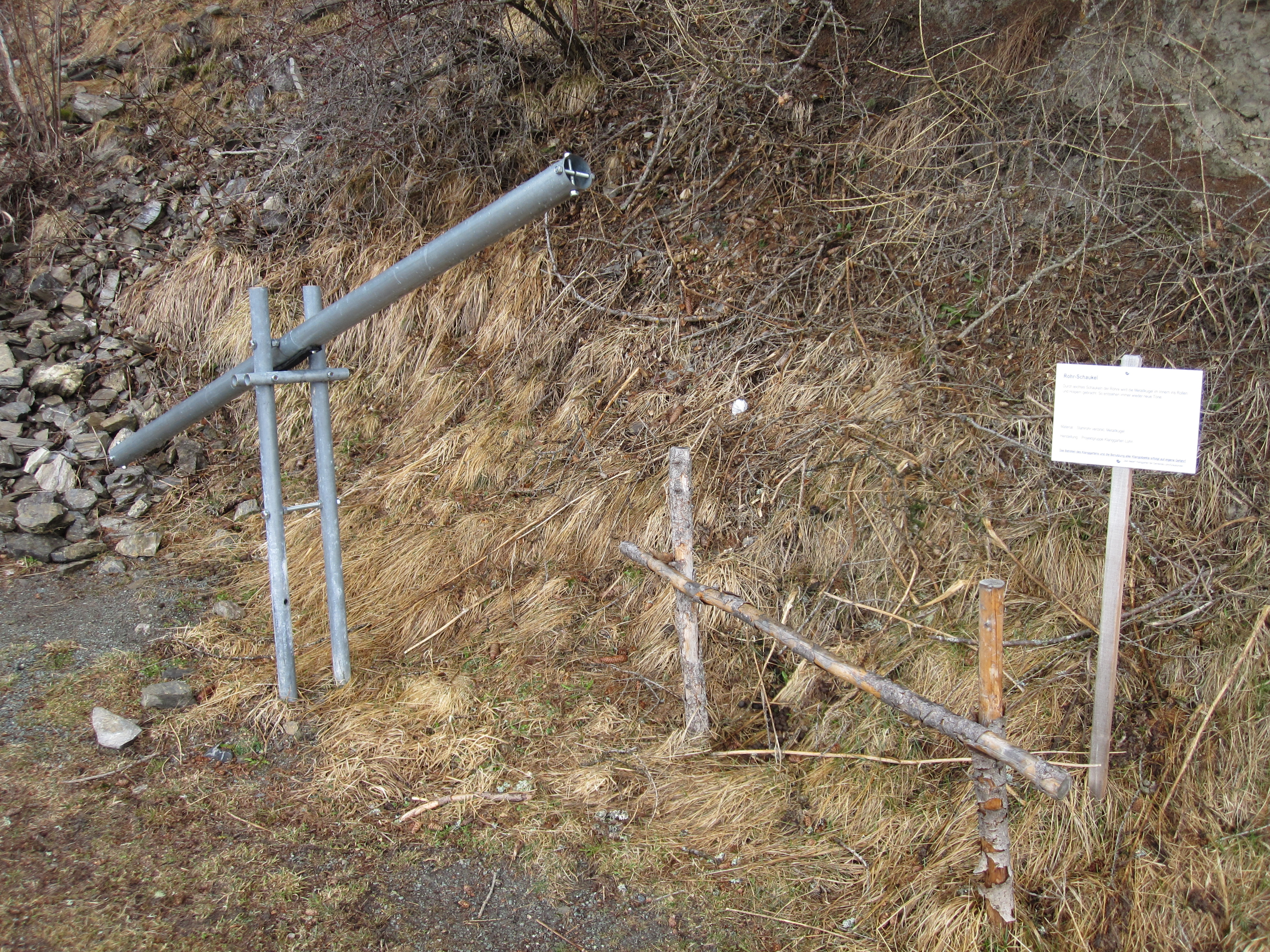
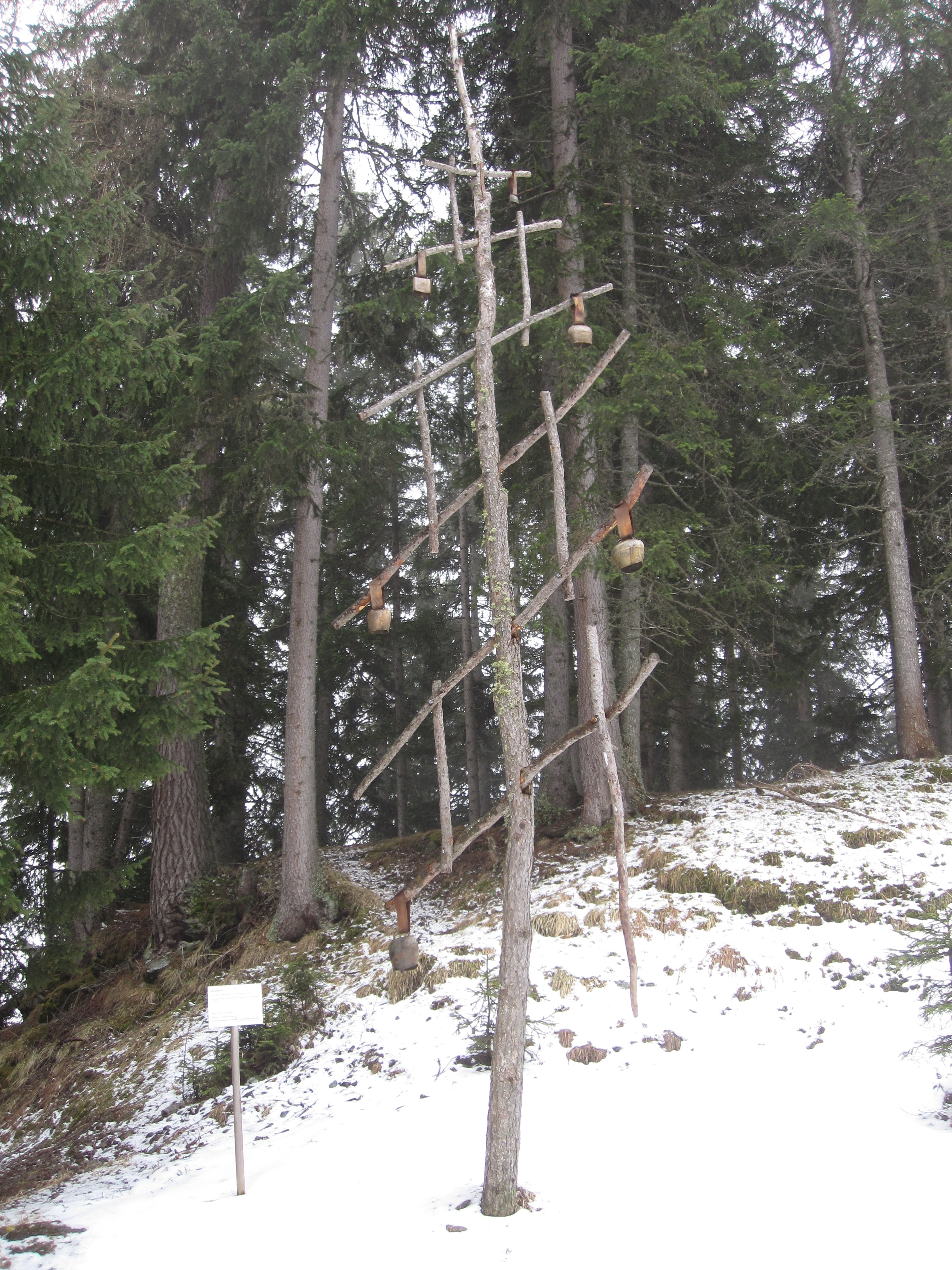
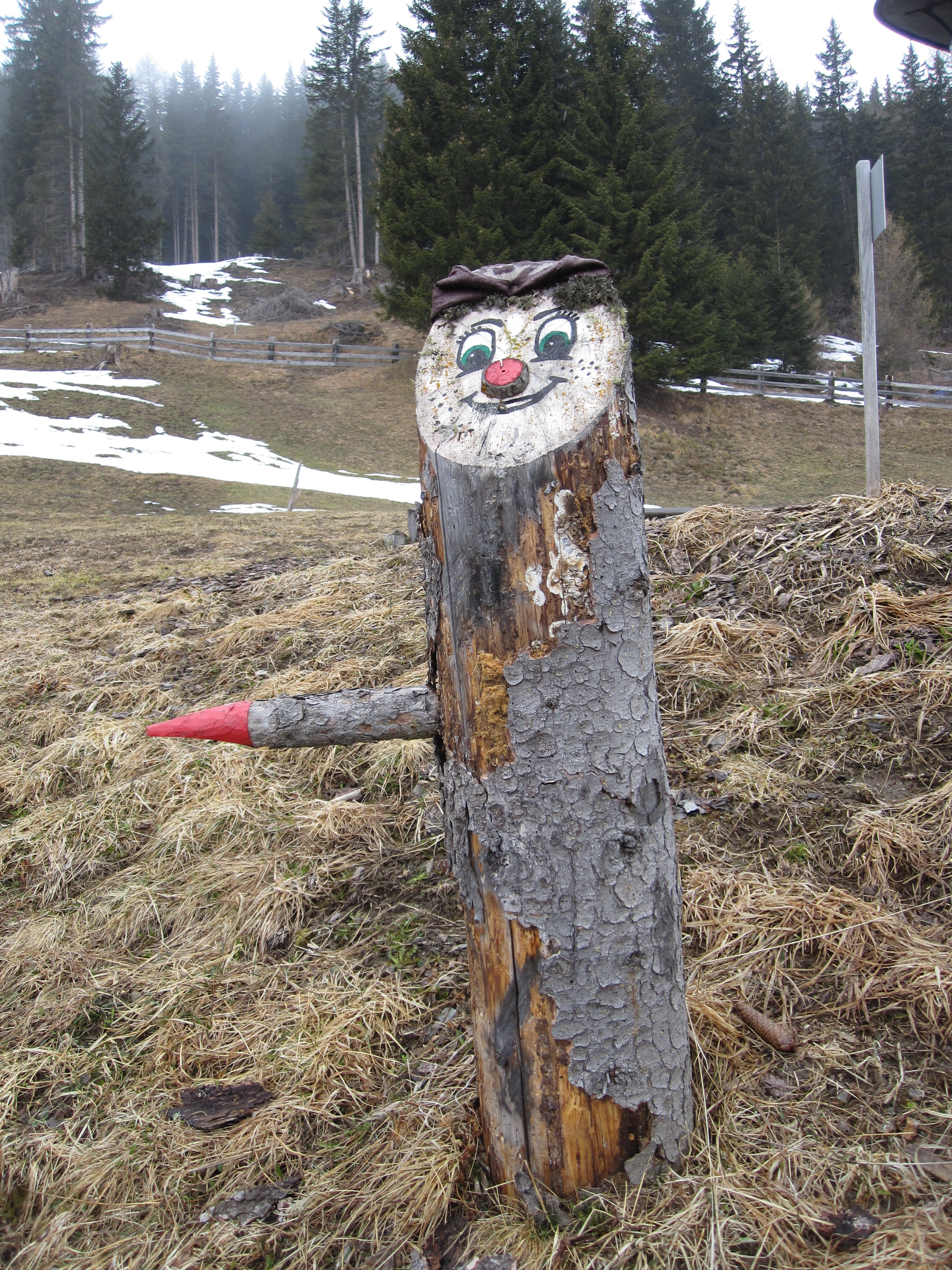
Wegweiser im Klangwald

## Quelle
- Der Klangwald am Schamserberg ist jetzt «ganz Ohr». In: Die Südostschweiz vom 22. Juni 2010, S. 8.